# Action populaire (Italie)
Pour les articles homonymes, voir Action populaire.
L’Action populaire (en italien Azione popolare, AP) était le nom d'un petit parti conservateur, membre du Parti populaire européen, fondé en avril 2011 par le député Silvano Moffa. En 2012, il se fond dans Chantier populaire.

## Historique
Silvano Moffa, ancien membre d'Alliance nationale, a quitté Futur et liberté pour l'Italie pour soutenir le centre-droit et le gouvernement Berlusconi IV. Il fait partie du groupe parlementaire Initiative responsable, devenu Peuple et territoire, et il compte trois députés (2011). 
La première convention du parti s'est réunie à Rome le 6 novembre 2011. À la chambre des députés, il fait partie du groupe parlementaire Peuple et territoire depuis que Moffa a rejoint les « Responsables » qui soutiennent Berlusconi.
En 2012 Action populaire a rejoint, avec les Populaires d'Italie demain, le nouveau parti de centre-droit Chantier populaire. 